# Biet´ki (rejon tukajewski)
Biet´ki (ros. Бетьки) – wieś (sieło) w Rosji, w Tatarstanie, w rejonie tukajewskim. W 2010 liczyła 3322 mieszkańców.